# Гиш, Аннабет
Аннабет Гиш (англ. Annabeth Gish; родилась 13 марта 1971, Альбукерке, Нью-Мексико, США) — американская актриса. Известность получила благодаря ролям в сериалах «Секретные материалы» и «Братство». На сегодняшний день фильмография Аннабет насчитывает более 50 фильмов.

## Биография

### Детство и молодость
Когда Аннабет было два года, семья Гиш переехала в Сидар-Фолс, штат Айова, где отцу предложили хорошую работу. У Аннабет есть брат Тим и сестра Робин. Она воспитывалась в скромной семье с консервативными устоями. Родители с детства прививали ей такие чувства, как честность, искренность, сострадание, любовь к работе.
С восьми лет Аннабет активно участвовала в общественной деятельности и играла в местном детском театре. Театральный дебют Аннабет состоялся, когда она училась в третьем классе в пьесе «Уайли и Хэйримэн», где Аннабет исполнила роль болота, надев на себя балахон. В этом же году Аннабет написала в своей тетради: «Я хочу быть кинозвездой». Много лет спустя Гиш скажет, что тогда у неё не было каких-то конкретных желаний относительно звёздной карьеры. Актрисой она решила стать уже в зрелом возрасте, а тогда просто искала пути самовыражения. Будучи ребёнком, Аннабет даже написала письмо актрисе Лиллиан Гиш, в котором рассказала ей о своём желании стать актрисой. Однако Лиллиан Гиш посоветовала юному дарованию быть как можно дальше от мира кино.
Окончив в 1989 году Северную университетскую среднюю школу в Айове, Аннабет поступила в университет Дьюка, где специализировалась на изучении английского языка и литературы. В июле 1993 года, окончив университет с отличием и стипендией, она получила диплом и стала бакалавром гуманитарных наук. Для получения высшего образования Аннабет пришлось сделать четырёхлетний перерыв в своей актёрской карьере.

### Карьера
В 1985 году, обойдя 700 претенденток, Аннабет получила свою первую роль в кино. Это был фильм Юджина Корра «Цветок пустыни» с участием Джона Войта, Эллен Баркин и Джобет Уильямс. Позже критики назовут его «Драмой ядерного века». Это история о тринадцатилетней Роуз Чисмор, которой приходится терпеть оскорбления отца-алкоголика, мать, не интересующуюся ничем, кроме азартных игр, и испытания ядерной бомбы, которые правительство решило провести всего в нескольких милях от их дома.
Аннабет обрела широкую популярность в 1988 году после съемок с Джулией Робертс и Мэттом Деймоном в фильме «Мистическая пицца», который рассказывает о любовных приключения и житейских проблемах трёх юных подружек, работающих в пиццерии рыбацкого посёлка Мистик. Дальнейшая карьера складывалась вполне успешно. В «Уайетт Эрп» (1994) она снялась с Кевином Костнером, в драме «Настоящие женщины» (1997) — с Даной Дилейни и Анджелиной Джоли. В фильме «Двойной просчёт», вышедший в 1999 году, её партнерами были Томми Ли Джонс и Эшли Джадд.
В 2001 году, будучи поклонницей сериала, Аннабет была приглашена на съёмки «Секретных материалов» в роли специального агента Моники Рейс. Начав с эпизоде «Этого не случилось», а потом ещё в трёх сериях, она вошла в основной актёрский состав 9-го сезона. Роль в этом телесериале сделала её известной во всём мире, а её героиня стала самым любимым персонажем самой Аннабет. Чуть позже в одном из многочисленных интервью Аннабет скажет, что не было ещё ни одного фильма, в котором она была бы так предана своему персонажу. В работе над сериалом ей особенно помог Роберт Патрик, сыгравший напарника и друга Моники Рейс, Джона Доггетта. По словам Аннабет, без него она бы просто не выжила.
Летом 2003 года Аннабет приняла участие в съёмках сериала «Западное крыло», где сыграла роль старшей дочери президента, Элизабет Бартлет Уэстин. Эта роль следует за работой в независимой романтической комедии «Связи», съёмки которой проходили весной 2003 года. В октябре 2004 Гиш приступила к работе над фильмом для ABC — «Безнадёга», основанном на одноимённом триллере Стивена Кинга. А перед этим она снялась в культовой драме Showtime «Братство», успех первого сезона которой превзошёл все ожидания.

## Личная жизнь
Аннабет Гиш увлекается туризмом, любит читать и занимается йогой. Она замужем за каскадёром Уэйдом Алленом. В 2007 году у них родился сын Кэш Александер Аллен. Семья проживает в Беверли-Хиллз.

## Избранная фильмография
| Год       |    | Русское название          | Оригинальное название                   | Роль                    |
| --------- | -- | ------------------------- | --------------------------------------- | ----------------------- |
| 1986      | ф  | Цветок пустыни            | Desert Bloom                            | Роуз                    |
| 1987      | ф  | Игра в прятки             | Hiding Out                              | Райан Кэмпбелл          |
| 1988      | ф  | Мистическая пицца         | Mystic Pizza                            | Кэт                     |
| 1989      | ф  | Отрыв                     | Shag                                    | Кэролайн Кармайкл       |
| 1989      | тф | Когда он — не незнакомец  | When He’s Not a Stranger                | Лин МакКенна            |
| 1990      | ф  | Кадиллак                  | Coupe de Ville                          | Тэмми                   |
| 1993      | тф | Безмолвный крик           | Silent Cries                            | Хейзел Хэмптон          |
| 1994      | ф  | Уайетт Эрп                | Wyatt Earp                              | Урилла Сатерленд        |
| 1994      | тф | Скарлетт                  | Scarlett                                | Анна Хэмптон            |
| 1995      | ф  | Последний ужин            | The Last Supper                         | Поли                    |
| 1995      | ф  | Никсон                    | Nixon                                   | Джули Никсон Эйзенхауэр |
| 1996      | ф  | Красивые девушки          | Beautiful Girls                         | Трэйси Стовер           |
| 1996      | тф | Не оглядывайся            | Don’t Look Back                         | Мишель                  |
| 1997      | ф  | Настоящие женщины         | True Women                              | Юфимия Эшби             |
| 1997      | ф  | Сталь                     | Steel                                   | Сьюзан Спаркс           |
| 1998      | ф  | Панк из Солт-Лейк-Сити    | SLC Punk                                | Триш                    |
| 1999      | ф  | Двойной просчёт           | Double Jeopardy                         | Энджи                   |
| 2001      | ф  | Погоня за счастьем        | Pursuit of Happiness                    | Марисса                 |
| 2001      | ф  | Битва за космос           | Race to Space                           | Донни МакГиннесс        |
| 2001—2018 | с  | Секретные материалы       | The X-Files                             | Моника Рейс             |
| 2002      | ф  | Кот в мешке               | Buying the Cow                          | Николь                  |
| 2003      | с  | Западное крыло            | The West Wing                           | Элизабет Бартлет Уэстин |
| 2004      | ф  | Связи                     | Knots                                   | Грета Сигел             |
| 2006      | ф  | Селестинские пророчества  | The Celestine Prophecy                  | Джулия                  |
| 2006      | ф  | Телефонная будка в Мохаве | Mojave Phone Booth                      | Бет                     |
| 2006      | тф | Безнадёга                 | Desperation                             | Мэри Джексон            |
| 2006      | тф | Свечи на Бей стрит        | Candles on Bay Street                   | Лидия                   |
| 2006—2008 | с  | Братство                  | Brotherhood                             | Эйлин Кэффи             |
| 2008      | ф  | Убийство на уме           | Of Murder and Memory                    | Салли Линден            |
| 2009      | тф | Крисса не сдаётся         | An American Girl: Chrissa Stands Strong | Мэг Максвелл            |
| 2011      | ф  | Сопровождающий            | The Chaperone                           | Линн Брэдстоун          |
| 2011      | ф  | Поля                      | Texas Killing Fields                    | Гвен Хей                |
| 2011      | ф  | Хоумран дерби             | Home Run Showdown                       | Мишель                  |
| 2011      | с  | Обмани меня               | Lie to Me                               | Айлин Кларк             |
| 2011      | с  | Мешок с костями           | Stephen King’s Bag of Bones             | Джо Нунан               |
| 2011—2015 | с  | Милые обманщицы           | Pretty Little Liars                     | доктор Энн Салливан     |
| 2012      | тф | Кошмар матери             | A Mother’s Nightmare                    | Мэдди                   |
| 2012      | с  | Американские реалии       | Americana                               | Рейчел Кларк            |
| 2012      | с  | Однажды в сказке          | Once Upon a Time                        | Анита Лукас             |
| 2013      | с  | Парки и зоны отдыха       | Parks and Recreation                    | Стефани                 |
| 2013—2014 | с  | Мост                      | The Bridge                              | Шарлотта Миллрайт       |
| 2014      | с  | Сыны анархии              | Sons of Anarchy                         | шериф Атеа Джарри       |
| 2016      | ф  | Сомния                    | Before I Wake                           | Натали                  |
| 2016      | ф  | Срок жизни                | Term Life                               | Люси Бэрроу             |
| 2016      | с  | Риццоли и Айлс            | Rizzoli & Isles                         | Элис Сэндс              |
| 2016—2017 | с  | Остановись и гори         | Halt and Catch Fire                     | Диана Гоулд             |
| 2016      | с  | С чистого листа           | Flaked                                  | Алисия Вейнер           |
| 2017      | ф  | Любое лето закончится     | All Summers End                         | миссис Тёрнер           |
| 2018      | ф  | Кинотеатр кошмаров        | Nightmare Cinema                        | Чарити                  |
| 2018      | ф  | Так сказал Чарли          | Charlie Says                            | Вирджиния Карлсон       |
| 2018      | с  | Призрак дома на холме     | The Haunting of Hill House              | Клара Дадли             |
| 2019      | ф  | Рубеж мира                | Rim of the World                        | Грейс                   |
| 2020      | ф  | Баттер                    | Butter                                  | доктор Дженнис          |
| 2023      | ф  | Игра в прятки             | All Fun and Games                       | Кэти Флетчер            |
| 2023      | ф  | Малышка Дикси             | Little Dixie                            | Билли Риггс             |
| 2023      | с  | Наследники                | Succession                              | Джой Палмер             |
| 2024      | ф  | Заезд                     | Ride                                    | Моника Хокинс           |

## Награды и номинации
Полный перечень наград и номинаций — на сайте IMDB.
| Награды и номинации | Награды и номинации       | Награды и номинации                                    | Награды и номинации        | Награды и номинации |
| Год                 | Награда                   | Категория                                              | Фильм/Телесериал           | Результат           |
| ------------------- | ------------------------- | ------------------------------------------------------ | -------------------------- | ------------------- |
| 1989                | Young Artist Award        | «Лучшая молодая актриса драматического кино»           | «Мистическая пицца»        | Номинация           |
| 1990                | Young Artist Award        | «Лучшая молодая актриса ТВ фильма»                     | «Когда он — не незнакомец» | Номинация           |
| 1996                | Screen Actor Guild Awards | «Лучший актёрский состав в игровом кино»               | «Никсон»                   | Номинация           |
| 2002                | Slamdunk Film Festival    | «Лучшая актриса»                                       | «Поиски счастья»           | Победа              |
| 2002                | Saturn Award              | «Лучшая актриса второго плана в телевизионном сериале» | «Секретные материалы»      | Номинация           |
| 2007                | Prism Award               | «Лучшая драматическая роль в многосерийном фильме»     | «Братство»                 | Номинация           |